# Oncosperma
Oncosperma es un género con cinco especies de plantas  perteneciente a la familia  de las palmeras (Arecaceae).  
Una de sus especies se encuentra Sri Lanka y otra en las Filipinas.

## Taxonomía
El género fue descrito por Carl Ludwig Blume y publicado en Bulletin des Sciences Physiques et Naturelles en Neerlande 1: 64. 1838.
Etimología
Oncosperma: nombre genérico que proviene de las palabras griegas: onkos = "granel, masa, tumor" y sperma = "semilla", presumiblemente el ancho surco lleno de material esponjoso en la base de la semilla.

## Especies
- Oncosperma fasciculatum Thwaites
- Oncosperma gracilipes Becc.
- Oncosperma horridum (Griff.) Scheff.
- Oncosperma platyphyllum Becc.
- Oncosperma tigillarium (Jack) Ridl.